# Machi E-Sports
Machi E-Sports（簡稱MCX、M17）是一支台灣的電子競技職業隊伍，由臺灣知名的嘻哈歌手麻吉大哥黃立成創立，主要參與《英雄聯盟》、《鬥陣特攻》電子競技賽事。

## 歷史
- 2017年1月21日，Machi E-Sports於官方粉絲團公布荷蘭籍知名實況主Siv HD以及《英雄聯盟》Midnight Sun Esports（MSE）戰隊前老闆 Ethan 正式加入 M17 的消息，Siv HD將成為合夥人，並發揮他長久以來在 Youtube 的經營理念以及媒體技術來協助 M17，而 Ethan 則會透過過去帶領 MSE 戰隊的經驗在 M17 擔任總經理一職。

- 2017年4月6日，Machi E-Sports 宣布成立全新鬥陣特攻職業電競隊，成軍同年參加4月8日由暴雪娛樂主辦之「《鬥陣特攻》太平洋職業錦標賽」（OPC）。

- 2018年12月1日，宣布解散英雄聯盟分部，在「LMS職業聯賽」的參賽權交給Alpha Esports[1]，而二軍的 17 Academy 則改名為 MachiX 並繼續參與英雄聯盟「ECS菁英挑戰聯賽」例行賽。

- 2020年2月18日，宣告英雄聯盟分部 MachiX 將重啟、填補G-Rex退出「PCS職業聯賽」的名額，並接收所有隊伍成員，成為最後一隊參賽隊伍。[2]

- 2021年11月22日，MCX成員Likai、Gemini、Koala等人宣布與MCX的合約到期，希望尋求其他戰隊合約。[3]

## 已解散隊伍

### 英雄聯盟 LOL

#### 選手
- PCS職業聯賽2021賽季陣容：[3]

| ID     | 本名   | 職位 | 國家/地區 | 備註                      |
| ------ | ------ | ---- | --------- | ------------------------- |
| Likai  | 廖俐凱 | 上路 | 台灣      | 轉隊至 Beyond Gaming      |
| Gemini | 黃楚軒 | 打野 | 台灣      | 轉隊至 CTBC Flying Oyster |
| JimieN | 曾浩鈞 | 中路 | 台灣      | 轉隊至 CTBC Flying Oyster |
| Atlen  | 宋亞倫 | 中路 | 台灣      | 轉隊至 CTBC Flying Oyster |
| Dee    | 陳駿迪 | 下路 | 台灣      | 轉隊至 Meta Falcon Team   |
| Shui   | 陳韋勳 | 下路 | 台灣      | 轉隊至 Deep Cross Gaming  |
| Koala  | 林志強 | 輔助 | 台灣      | 轉隊至 CTBC Flying Oyster |

#### 後勤
| ID      | 本名   | 職位     | 國家/地區 | 備註 |
| ------- | ------ | -------- | --------- | ---- |
|         | 黃立成 | 執行長   | 台灣      |      |
| Dreamer | 曾建泓 | 主教練   | 台灣      |      |
| Gengar  | 李仲傑 | 副教練   | 台灣      |      |
| FoxYa   | 王宗慶 | 戰隊經理 | 台灣      |      |

### 鬥陣特攻 OW
- 《鬥陣特攻》太平洋職業錦標賽2017賽季陣容：[4]

| ID     | 本名 | 職位          | 國家/地區 | 備註 |
| ------ | ---- | ------------- | --------- | ---- |
| Cassis |      | 教練          | 台灣      |      |
| Rai    |      | 攻擊手        | 台灣      |      |
| Nonezz |      | 攻擊手        | 台灣      |      |
| Kant   |      | 攻擊手 / 替補 | 台灣      |      |
| Dcrwon |      | 坦克          | 台灣      |      |
| Notalk |      | 坦克 / 替補   | 台灣      |      |
| Restya |      | 輔助          | 台灣      |      |
| Kiyomi |      | 輔助          | 台灣      |      |

《鬥陣特攻》太平洋職業賽事相關新聞：